# یینگیونگ یودبوانگام
یینگیونگ یودبوانگام (تایلندی: ยิ่งยง ยอดบัวงาม) یک هنرپیشه و خواننده اهل تایلند است.  در استان سیساکت متولد شد.